# Péterhida-Komlósd megállóhely
Péterhida-Komlósd megállóhely egy Somogy vármegyei vasúti megállóhely Péterhida településen, a MÁV üzemeltetésében. A község délnyugati szélén helyezkedik el, a Malomcsatorna nyugati oldalán, a másik névadó település, Komlósd központjától és az azon átvezető 6801-es úttól csaknem 3 kilométerre nyugat-délnyugati irányban. A két falut összekötő, és Péterhidán annak főutcájaként végighúzódó 68 109-es számú mellékúttól nem messze található; a falu szélén álló, 215 éves műemlék vízimalomtól rövid önkormányzati fenntartású sétány vezet hozzá.

## Vasútvonalak
A megállóhelyet az alábbi vasútvonalak érintik:
- Murakeresztúr–Szentlőrinc-vasútvonal

## Kapcsolódó állomások
A megállóhelyhez az alábbi állomások vannak a legközelebb:
- Babócsa vasútállomás (Murakeresztúr–Szentlőrinc-vasútvonal)
- Barcs vasútállomás (Murakeresztúr–Szentlőrinc-vasútvonal)

## Forgalom
| Járat        | Útvonal | Gyakoriság   |
| ------------ | --- | ------------ |
| személyvonat | (Sopron – Sopronkövesd – Lövő – Bük – Salköveskút-Vassurány –) Szombathely – Püspökmolnári – Vasvár – Zalaszentiván (– Alsónemesapáti – Nagykapornak) – Búcsúszentlászló – Zalaszentmihály-Pacsa (– Pötréte) – Gelse – Nagykanizsa – Murakeresztúr (– Őrtilos) – Gyékényes – Berzence – Somogyudvarhely – Bélavár – Vízvár – Babócsa – Péterhida-Komlósd – Barcs – Darány – Szigetvár – Szentlőrinc – Pécs | Napi 3-5 pár |
| személyvonat | Nagykanizsa – Murakeresztúr – Őrtilos – Zákány – Gyékényes – Berzence – Somogyudvarhely – Bélavár – Vízvár – Babócsa – Péterhida-Komlósd – Barcs – Barcs felső – Középrigóc – Darány – Kisdobsza – Nemeske – Molvány – Szigetvár – Nagypeterd – Szentdénes – Szentlőrinc – Bicsérd – Mecsekalja-Cserkút – Pécs                                                                                             | Napi 1-2 pár |